# Савицька Наталія Владиславівна
Наталія Владиславівна Савицька (Швець) (26 березня 1955 — 15 липня 2015) — видатна українська вчена-музикознавиця, докторка мистецтвознавства, професорка, критикиня і педагогиня, завідувачка кафедрою теорії музики ЛНМА ім. М.Лисенка.

## Біографія
Народилася 26 березня 1955 року у Львові у мистецькій родині. Батько, Владислав Олександрович Швець (1926—2007) — професор, диригент, викладач класу труби у Львівській консерваторії ім. М. В. Лисенка, мати, Тамара Наумівна, — відома у Львові лікарка, психологиня і логопед. Династію визначних львівських музикантів продовжує нині донька Наталії Владиславівни, Анна Савицька — скрипалька, лауреатка міжнародних конкурсів.
Навчалась у музичній школі-десятирічці ім. С.Крушельницької по класу фортепіано Лідії Веніамінівни Голембо. Викладачі відзначали «чудові музичні здібності, допитливість, тонкий музичний смак, працездатність і високу вимогливість до себе учениці Швець, активне ставлення до навчального процесу, стремління до постійного розширення кругозору» (цитата з характеристики Ірини Земляної).
У 1978 році із відзнакою закінчила історико-теоретичний факультет Львівської державної консерваторії (клас С. С. Павлишин). Згодом, у 1983 році аспірантуру при Ленінградській державній консерваторії ім. М. А. Римського-Корсакова (клас Л. С. Данька). У 1984 році захистила кандидатську дисертацію на тему «Стильові тенденції розвитку української симфонічної музики 70-80-х років XX століття (на прикладі камерної симфонії)», а у 2010 році — докторську («Вікові аспекти композиторської життєтворчості»).
З 1978 року Н.Швець-Савицька працювала на кафедрі історії музики ЛНМА ім. М.Лисенка(з 1988– доцент; з 2000 р. — професор кафедри), з 2013 року обіймала посади завідувачки кафедри теорії музики, заступниці Голови Спеціалізованої ради по захисту кандидатських дисертацій при ЛНМА ім. М. В. Лисенка.
В музичній академії Наталія Савицька викладала такі предмети: загальна історія музики, історія світової музичної культури, композиторські техніки XX століття для магістрів, оперна драматургія, семінар сучасної музики, спеціалізація для студентів теоретико-композиторського факультету І-V курсів. Керувала написанням курсових, бакалаврських, магістерських робіт.
Студентів та студенток вона вражала своїм ораторським мистецтвом, вмінням захопити розповіддю, широтою та об'ємом знань у царині музичного мистецтва, а також притаманній їй елегантністю, вишуканістю стилю.
15 липня 2015 року, внаслідок важкої хвороби (рак) передчасно пішла з життя.

## Наукова діяльність
Її діяльність відзначають широта зацікавлень, наукова ретельність, постійне прагнення досконалості. Парадигма пошуковості Наталії Савицької охоплює величезний обсяг проблем, серед яких домінують питання жанру і стилю у музиці різних епох та національних традицій, діяльність українських виконавців, а також аспекти композиторської особистості у психологічних та вікових проєкціях.
Н.Швець-Савицька активно працювала у галузі музичної критики, рецензувала концерти та численні мистецькі акції Львова. Керувала великою кількістю бакалаврських, магістерських робіт, опонувала на захисті кандидатських та докторських дисертацій.
Наталія Владиславівна є авторкою монографії — «Хронос композиторської життєтворчості» (2008), а також близько 100 статей у наукових збірках та часописах України і світу.
Клас професора Н.Швець-Савицької закінчили понад 50 випускників: серед них А.Єфіменко, Л.Ланцута, М.Каралюс, Н.Храмова, Ю.Хвостов. Під її керівництвом захистили кандидатські дисертації Б.Мочурад, О.Беркій, Н.Вакула, О.Лучанко, Л.Сидоренко, О.Вар'янко, Н.Туровська, П.Довгань, М.Карапінка, Д.Гаврилець, Н.Майчик, А.Пославський та ін.
Щороку, 26 березня, в День народження Наталії Владиславівни, у ЛНМА імені М. В. Лисенка, проводиться конференція, присвячена її пам'яті — «Життєтворчість, непідвладна хроносу», а також концерт за участю її доньки Анни Дзялак-Савицької та Якуба Дзялака — скрипалів світового рівня зі Швейцарії, які активно концертують як із сольними програмами, так і в подружньому дуеті Innovation Duo.

## «Хронос композиторської життєтворчості» (2008)
Найбільша наукова праця Н.Савицької. Присвячена психовіковим проєкціям життєтворчості європейських композиторів ХІХ — початку XX століття.
В центрі роботи — феномен пізнього стилю композиторів, адже доробок заключної фази індивідуального еволюційного процесу, як правило, є найменш вивченим у спадщині митця.
Монографія побудована на основі дедуктивного методу, від загальнотеоретичних положень до конкретизації ідеї, та її обґрунтування на матеріалі біографій митців (Л. ван Бетховена, Ф.Ліста, П.Чайковського, Г.Малера, С.Рахманінова, Г.Берліоза, Л.Ревуцького, В.Барвінського та ще багатьох інших), а також їх концептуальних і жанрових пріоритетів, з допомогою яких стало можливим визначення типологічних ознак пізньої творчості композиторів. Складається із чотирьох розділів, кожен з яких є тематично завершеним; водночас, усі вони «пов'язані наскрізною ідеєю — психологія мистецької особистості на етапах оволодіння азами ремесла та зрілого розквіту майстерності, у драматичних ситуаціях духовних криз, на межі буття й небуття»
Зміст роботи:
Розділ І. Композиторська особистість як феномен і предмет наукового дослідження.
Розділ II. Психовікові аспекти становлення композиторської особистості.
Розділ III. Діахронний вектор композиторської життєтворчості.
Розділ IV. Екзистенційні та креативні виміри пізнього еволюційного періоду.

## Список основних праць

### Монографія
Савицька Н. В. Хронос композиторської життєтворчості: монографія / Наталія Савицька; ЛНМА ім. М. В. Лисенка. — Львів: Сполом, 2008. — 320 с.

### Статті
1. «Галицька п'ятірка»: біографічні сценарії у хронотопі європейської культури XX століття // Культурологія та мистецтвознавство. Збірка статей. Вип.32, Київ — 2010. — С.59-67.
2. Декілька міркувань з приводу раннього творчого віку // Когнітивне музикознавство. Проблеми взаємодії мистецтва, педагогіки та теорії і практики освіти. Вип.29, Харків — 2010. — С.235-246.
3. Композиторська життєтворчість і вік: досвід концептуалізації проблеми // Київське музикознавство: Культурологія та мистецтвознавство. Збірка статей. Вип.34. — НМАУ ім. П. І. Чайковського, 2010. — С. 119—128.
4. Композиторська особистість у соціокультурному просторі XIX століття// Вісник Прикарпатського університету: Мистецтвознавство. Вип.19-20, 2010. — С.236-241.
5. Незавершённые оперные проекты как факторы коррекции биографического сценария композитора // Сучасний оперний театр і проблеми оперознавства. Наук. вісник НМАУ ім. П. І. Чайковського. Вип. 89, Київ — 2010. — С.310-327.
6. Оперні ідеали А.Шенберга в дзеркалі його листів // Syntagmamusikum. Збірка наукових статей та спогадів на пошану Стефанії Павлишин. — Львів, «Сполом», 2010. — С.21-28.
7. Савицька Н. Духовний заповіт генія (Альтова соната Д. Шостаковича в контексті пізнього періоду творчості композитора) / Н. Савицька // Наукові записки Рівненського державного гуманітарного університету: Українська культура: минуле, сучасне, шляхи розвитку. — Рівне, 2005– Вип. 10. — С. 75 — 79.
8. Савицька Н. Незавершені оперні проекти як віковий та біографічний феномен // Сучасний оперний театр і проблеми оперознавства. — Київ, Академія мистецтв України, 2008
9. Савицька Н. Образно-стильова поліфонія циклу романсів М. Колесси «В краю квітучої вишні» / Н. Савицька //Вісник Прикарпатського університету. Мистецтвознавство. — Івано-Франківськ, 2006. — Вип. XI — С.90-98.
10. Савицька Н. Особистість композитора у пізній період творчості. Психологічні аспекти / Н. Савицька; ред. М. Бровко, О. Шутов// Альманах: Актуальні філософські та культорологічні проблеми сучасності: зб. наук. праць.– Київ: Віпол, 2005. — Вип. 16. — С. 105—113.
11. Савицька Н. Пізній період композиторської творчості в аспекті діалектики геронтології і музикознавства / Н. Савицька; ред. М. Бровко, О. Шутов // Альманах: Актуальні філософські та культорологічні проблеми сучасності: зб. наук. праць. — Київ: Віпол, 2005. — Вип. 15. — С. 328—334.
12. Савицька Н. Пізній період творчості Колесси у мистецькому просторі Львова / Н. Савицька; упор. Л. В. Шаповалова // Збірка наукових праць ХДУМ ім. І. П. Котляревського: Постать митця у художньому просторі міста. — Харків, 2009. — Вип. 24. — С. 163—173.
13. Савицька Н. Пізній період творчості Колесси у мистецькому просторі Львова // Постать митця у художньому просторі міста. — Збірник наукових праць. Вип.24, Харків, 2009. — С.163- 173.
14. Савицька Н. Принцип «нової простоти» в пізніх фортепіанних та хорових творах Миколи Колесси // Наукові записки ТНПУ ім. В. Гнатюка та НМАУ ім. П. І. Чайковського. Серія: Мистецтвознавство. — Тернопіль. — Київ, 2005. — № 3(15). — С. 28 — 34.
15. Савицька Н. Пріоритетні жанрові орієнтації у просторі пізнього періоду композиторської творчості / Н. Савицька //Наукові збірки Львівської національної музичної академії ім. М. В. Лисенка: Музикознавчі студії. — Львів: Сполом, 2008. — Вип. 19. — С. 10 — 19.
16. Савицька Н. Психологічний вік композитора: спроба міждисциплінарного дискурсу / Н. Савицька // Науковий вісник ОДМА ім. А. В. Нежданової: Музичне мистецтво і культура. — Одеса, 2006. — Вип. 7. — Кн. 2. — С .91 — 100.
17. Савицька Н. Психологічний вік композитора: спроба міждисциплінарного дискурсу // Музичне мистецтво і культура. — Науковий вісник. Вип. 7, кн. 2. Одеса: ОДМА ім. А. В. Нежданової, 2006. — С .91 — 100.
18. Савицька Н. Психологічний образ світу завершального періоду композиторської творчості / Н. Савицька // Державна академія керівних кадрів культури і мистецтва / Актуальні проблеми історії, теорії та практики художньої культури: зб.наук.праць. — Київ.: Міленіум, 2005. — Випуск XIV. — С. 84-92.
19. Савицька Н. Творча криза композитора на перетині музикознавчих та психологічних підходів / Н. Савицька // Науковий вісник НМАУ ім. П. І. Чайковського: Музична творчість та наука в історичному просторі: параметри взаємодії. — Київ, 2008. — Вип. 73. — С. 9-16.
20. Савицька Н. Творча криза: біографічні та психологічні аспекти / Н. Савицька // Наукові записки ТНПУ ім. В. Гнатюка та НМАУ ім. П. І. Чайковського. Серія: Мистецтвознавство. — Тернопіль-Київ, 2006. — № 2(17). — С. 48 — 55.
21. Савицька Н. Типологічні моделі біографічних сценаріїв композиторів XIX — початку XX століть / Н. Савицька; ред-упор. М. Ржевська // Збірка наукових статей НАН України, Інституту мистецтвознавства, фольклористики та етнології ім. М. Т. Рильського: Музична україністика: сучасний вимір. — Київ-Івано-Франківськ, 2008. — Вип. 2. — С.93-100.
22. Савицька Н. Феномен пізнього композиторського стилю: Методологічний ескіз проблеми /Н. Савицька // Науково-методичний вісник НМАУ ім. П. Чайковського: Українське музикознавство — К.: 2005. — Вип. 34. — С. 127—136.
23. Савицька Н. В. В.-А. Моцарт. Декілька психологічних штрихів до періодизації творчості / Н. Савицька // Наукові збірки ЛДМА ім. М. В. Лисенка: В. А. Моцарт: погляд з XXI століття. — Львів: Сполом, 2006. — Вип. 13. –С. 53 — 61.
24. Савицька Н. В. Психологічний вік композитора: спроба міждисциплінарного дискурсу / Н. Савицька // Музичне мистецтво і культура. — Одеса: Друкарський дім, 2007. — Вип. 7. — Кн.2. — С. 91-100.
25. Савицька Н. В. Творчість і вік або пізній період композиторської творчості як психоособистісний та віковий феномен / Н. Савицька; // Київське музикознавство: зб. статей НМАУ ім. П. Чайковського, КДВМУ ім. Р. Глієра. — Київ, 2007. — Вип. 21. — С. 72-88.
26. Савицька Н. Діахронний аспект життєдіяльності композитора. Проблема періодизації / Н. Савицька // Київське музикознавство: зб. статей НМАУ ім. П. Чайковського, КДВМУ ім. Р. Глієра: Культурологія та мистецтвознавство. — Київ, 2006. — Вип. 20. — С. 188—197.
27. Савицька Н. Особистість композитора в пізній період творчості. Психологічні аспекти // Актуальні філософські та культурологічні проблеми сучасності. Альманах. — Київ, 2005. — С. 105—113.
28. Савицька Н. Пізній еволюційно-стильовий період композиторської творчості / Н. Савицька // Науковий вісник НМАУ ім. П. І. Чайковського: Смислові засади музичної творчості. — Київ, 2006. — Вип. 59. — С. 18-25.
29. Савицька Н. Творча криза композитора на музикознавчих та психологічних підходів // Музична творчість та наука: параметри взаємодії. — Київ: НМАУ ім. П. І. Чайковського, 2006. — С. 9-16.
30. Савицька Н. Творчість і вік або пізній період композиторської творчості як психоособистісний та віковий феномен // Київське музикознавство. — Вип. 21. — Київ: НМАУ ім. П. І. Чайковського, 2007. — С. 72 — 88.
31. Савицька Н.Творча криза: біографічні та психологічні аспекти // Наукові записки Тернопільського державного педагогічного університету ім. В. Гнатюка. Серія: Мистецтвознавство. — Тернопіль, 2006, 2 (17). — С. 48 — 55.
32. Скрипкова соната Дебюссі: між буттям і небуттям // Камерно-інструментальний ансамбль: історія, теорія, практика. Науковаі збірки ЛНМА ім..М. В. Лисенка. Вип.24. — Львів, «Сполом», 2010. — С.61-70.
33. Стратегічні моделі виховання композитора на етапі оволодіння професією // Музикознавчі Студії Інституту мистецтв Волинського національного університету ім. Л.Українки та НМАУ ім. П. І. Чайковського. Вип.5, Луцьк, ВНУ, 2010. — С.151-164.
34. Швець Н. Вікові аспекти формування творчої особистості /Н. Швець // Вісник Прикарпатського університету: Мистецтвознавство. — Івано-Франківськ: Плай, 2004. — Вип. VII/ — С.71-77.
35. Швець Н. Геронтологія — психологія — музикознавство: спроба пошуку міждисциплінарних зв'язків / Н. Швець // Наукові записки ТНПУ ім. В. Гнатюка та НМАУ ім. П. І. Чайковського. Серія: Мистецтвознавство. — Тернопіль-Київ, 2003. — № 1(10). — С. 41 — 46.
36. Швець Н. Деякі аспекти дослідження пізнього композиторського стилю / Н. Швець // Вісник Прикарпатського університету: Мистецтвознавство. — Івано-Франківськ: Плай, 2003. — Вип. V — С.84-91.
37. Швець Н. Деякі методологічні аспекти вивчення пізнього стилю / Н. Швець // Вісник Прикарпатського університету: Мистецтвознавство. — Івано-Франківськ: Плай, 2002. — Вип. IV — С.73-81.
38. Швець Н. До проблеми визначення іманентно-пізніх рис композиторського стилю / Н. Швець // Наукові записки ТНПУ ім. В. Гнатюка та НМАУ ім. П. І. Чайковського. Серія: Мистецтвознавство. — Тернопіль -Київ, 2002. — № 1(8). — С. 9-13.
39. Швець Н. Довершеність художньої самосвідомості — Фортепіанний квінтет В. Барвінського / Н. Швець; ред. Л. Мазепа //Musica Galiciana. Wydawnictwo Uniwersytetu Rzeszowskiego. — Rzeszyw, 2005. — Tom IX.. — C. 135—143..
40. Швець Н. Оперні ідеали А. Шенберга в дзеркалі його листів / Н. Швець // Наукові записки ТНПУ ім. В. Гнатюка та НМАУ ім. П. І. Чайковського. Серія: Мистецтвознавство. — Тернопіль-Київ, 2002. — № 2(9). — С. 5-55.
41. Швець Н. Риси жанрово-стильового синтезу в інструментальній спадщині Дмитра Бортнянського / Н. Швець // Записки Наукового товариства ім. Т. Шевченка: Праці музикознавчої комісії.– Львів, 2004. — Том CCXLVII. — С. 166—172.
42. Швець Н. Риси пізнього стилю Бели Бартока в творах для струнних смичкових інструментів / Н. Швець // Наукові записки ТНПУ ім. В. Гнатюка та НМАУ ім. П. І. Чайковського. Серія: Мистецтвознавство. — Тернопіль-Київ, 2004. — № 1(12). — С. 16-23.
43. Швець Н. Скрипкова соната Клода Дебюссі в аспекті проблеми пізнього стилю / Н. Швець // Наукові записки ТНПУ ім. В. Гнатюка та НМАУ ім. П. І. Чайковського. Серія: Мистецтвознавство. — Тернопіль-Київ, 2005. — № 1(13). — С. 13 — 17.
44. Швець Н. В. Феномен пізнього композиторського стилю: контури проблеми / Н. В. Швець; ред. Ю. Ясіновський // Musicahumana: зб. статей кафедри музичної україністики ЛДМА ім. М. Лисенка.– Львів, 2005. — Число 2. — С. 242—249.
45. Швець-Савицька Н. Деякі позастильові фактори формування пізнього композиторського стилю / Н. Швець-Савицька // Київське музикознавство: зб. статей НМАУ ім. П. Чайковського, КДВМУ ім. Р. Глієра: Культурологія та мистецтвознавство. — Київ, 2005. — Вип. 18. — С. 50-56.
46. Швець-Савицька Н. Деякі проблеми пізнього композиторського стилю / Н. Швець-Савицька // Наукові збірки Львівської державної музичної академії ім. М. В. Лисенка: Питання стилю і форми в музиці. — Львів: Каменяр, 2001. — Вип. 4. — С. 5 — 22.
47. Швець-Савицька Н. Деякі проблеми пізнього композиторського стилю // Питання стилю і форми в музиці. — Львів: Каменяр, 2001. — С. 5 — 22.
48. Швець-Савицька Н. Пізній композиторський стиль як цілісність вищого порядку / Н. Швець-Савицька // Науковий вісник НМАУ ім. Чайковського: Питання організації художньої цінності музичного твору. — Київ, 2005. — Вип. 51. — С. 31 — 38.
49. Швець-Савицька Н. Риси жанрово-стильового синтезу в інструментальній спадщині Д. Бортнянського / Н. Швець-Савицька // Наукові записки Рівненського державного гуманітарного університету: Українська культура: минуле, сучасне, шляхи розвитку.– Рівне, 2005. — Вип. 10. — С. 6 — 10.
50. Швець-Савицька Н. В. Пізній композиторський стиль в аспекті явища вікової гетерохронії / Н. В. Швець-Савицька // Мистецтвознавство України. — К.: АМУ, 2006. — Вип. 6-7. — С. 166—173.
51. Швець-Савицька Н. Феномен особистості композитора-романтика та варіанти її біографічних сценаріїв // Пам'яті Яреми Якуб'яка. — Львів: Сполом, 2007. — С.173-182.
52. Швець-Савицька Н. Психологічний портрет І. Стравінського в інтер'єрі пізнього віку / Н. Швець-Савицька; В. М. Драганчук // Стравінський та Україна: міжн. наук-теор. конф. 15 — 17 червня 2007 р: тези доповідей — Луцьк: ВДУ, 2007. — С. 53 — 55.
53. Швець-Савицька Н. Феномен особистості композитора-романтика та варіанти її біографічних сценаріїв / Н. Швець-Савицька; ред. М. Кушнір // Наукові збірки Львівської національної музичної академії ім. М. В. Лисенка: Музикознавчі студії (Пам'яті Яреми Якуб'яка). — Львів: Сполом, 2007. — Вип. 17. — С.173-182.
54. Юнацький період життєсходження Фридерика Шопена у дзеркалі його епістолярію // Часопис Національної музичної академії України імені П. І. Чайковського, № 4 (9) 2010. — С.20-29.

### Публіцистика

#### Газети
1. «Ореол» в поиске. В творческих коллективах //Львовская правда — 15 августа 1978
2. «Головне, щоб музика була живою…» Високий замок — 9 січня 2002. С.5 (про концерт студентського камерного оркестру, Чуприк, Пилатюк)
3. Будні стають святами / Наталія Швець-Савицька // Вільна Україна — 21 лютого 1981
4. Віртуози країни / Культура і життя — 31 липня 1988 року.
5. Гайдн і Моцарт, Скорик і Козаренко… втілюється в життя музичний проект «Україна — Австрія» / Наталія Швець //Високий замок — 4 лютого 1998 — С.4
6. Грає Київський камерний / Вільна Україна — 20 березня 1977. — С. 4
7. Деміург і принцеса / Наталія Швець-Савицька //Високий замок — 20 січня 1999 (про Чуприк, Филипчука)
8. Дерзання / Наталія Швець-Савицька // Вільна Україна — 3 лютого 1980
9. За пультом Іозас Домаркас / Наталія Швець // Вільна Україна — 23 листопада 1976 — С. 4
10. Завжди у музиці / Наталія Швець // Вільна Україна — 20 січня 1979 (про ювілейний концерт М.Колесси)
11. Запрошує дискотека /Наталія Швець-Савицька //Вільна Україна — 28 серпня 1979
12. Звітують чеські композитори /Наталія Швець// Вільна Україна — 28 червня 1977. — С.3
13. Зв'язок поколінь: з пленуму Львівського відділення Спілки композиторів України / Наталія Швець //Вільна Україна — 12 жовтня 1977
14. Згідно з авторським задумом опера С. Прокоф'єва «Війна і мир» на львівській сцені / Культура і життя — 30 червня 1985
15. Зміст чи форма? / Наталія Швець-Савицька //Вільна Україна — 14 грудня 1980
16. Играет Юрий Башмет / Львовская правда — 28 февраля 1978 — С. 4
17. І класика, і сучасність /Наталія Швець //Вільна Україна — 13 грудня 1978 — с.4 (про мінський камерний оркестр)
18. Львів фестивальний / Вільна Україна — 26 травня 1982 — С. 4 (про февтиваль «Віртуози країни»
19. Магія протилежностей: два піаністи однієї школи — дві мистецькі натури, два полюси сучасного виконавства / Наталія Швець-Савицька // Високий замок — 15 червня 1999 — (про Е. Чуприк, Ю. Лисиченка)
20. Маестро великих форм / Наталія Швець //Культура і життя — 13 жовтня 1985
21. Мистецьке диво осяває нас не лише з-за кордону / Високий замок — 30 травня 2001 р. — с. 5 (юні солісти Львова про Анастасію Пилатюк)
22. Музика юності / Наталія Швець // Вільна Україна — 4 серпня 1982
23. Ода молодості або свято, яке завжди з нами. До 40-річчя львівського камерного оркестру / Наталія Швець-Савицька // АРТ-ПОСТУП — 27 січня 1999
24. Перша спроба. «Олеська балада» Б.Янівського на львівській сцені / Наталія Швець //Культура і життя — 11 травня 1986. — С.7
25. Право на творчість /Наталія Швець // Ленінська молодь — 4 січня 1990 (про камерний оркестр та камерний хор консерваторії).
26. Праздник песенного искусства / Наталия Швец // Львовская правда 24 марта 1978
27. Приймай, Альма-матер, краянку — заокеанську гостю. / Наталія Швець // Високий замок — 21 жовтня 1993 (про піаністку Таїсу Богданську).
28. Свято, яке завжди з нею. Звучить музика Валерії Беседіної/ Наталія Швець // Високий замок — 29 червня 1993 — С. 4.
29. Секрет успіху /Наталія Швець //Вільна Україна — 2 квітня 1978 (про тріо Байко).
30. Симбіоз краси і добра / Наталія Швець // За вільну Україну — 14 червня 1991 (про «Віртуози» і панорама української діаспори)
31. Сказати своє слово / Наталія Швець // Культура і життя — 15 грудня 1985
32. Слухаючи хор / Наталія Швець //Вільна Україна — 30 квітня 1977
33. Співають герої Чапека. Опера «Мати» В.Загорцева у Львові / //Культура і життя — 24 листопада 1985
34. У пошуках власного шляху / Вільна Україна — 11 березня 1979 — С.4 (про камерний оркестрпід керівництвом О.Деркача)
35. Урочистий звіт досягнень / Наталія Швець-Савицька // Вільна Україна — 17 листопада 1979 (про концерт консерваторії).
36. Фрески революції / Наталія Швець //Вільна Україна — 9 лютого 1985 — С.3(про М. Кармінського)
37. Хто подбає про справжніх «зірок» справжнього мистецтва: думки з приводу одного концерту / Наталія Швець //Високий замок (про Евеліну Новіцьку)
38. Ціна компромісу / Наталія Швець // Культура і життя — 17 квітня 1988 (про оперу М. Кармінського)
39. Широкий діапазон / Наталія Швець //Вільна Україна — 28 квітня 1984
40. Як звучить «Думка»? /Наталія Швець //Культура і життя — 1 грудня 1985
41. «Кармен» на львівській сцені / Наталія Швець // Культура і життя — 29 серпня 1992

#### Журнали
1. До проблеми стилістичного синтезу. / Музика — вип.4 1980. С.12-13
2. На шляху до майстерності / Музика — вип.4 — 1998 — С. 12 (про М. Комонька).
3. У творчій співдружності / Музика вип.6 — 1985. С.7-8 (про оперу В.Загорцева «Мати»)